# کولیر (داکوتای شمالی)
کولیر(به انگلیسی: Cavalier) شهری در ایالت داکوتای شمالی کشور ایالات متحده آمریکا است که جمعیت آن در سرشماری سال ۲۰۱۰ میلادی، ۱٬۳۰۲ نفر بوده‌است.